# Текс Мерфи
Текс Ме́рфи (англ. Tex Murphy) — главный персонаж серии приключенческих компьютерных игр от компании Access Software. Текс представляет собой незадачливого частного детектива в антиутопическом будущем Сан-Франциско. В качестве актёра, исполнившего его роль в играх серии, выступил геймдизайнер серии Крис Джонс.

## Вселенная Текса Мерфи
Действие игр серии Текс Мерфи разворачивается в постапокалиптическом XXI веке. Все события в основном происходят в Сан-Франциско после Третьей мировой войны. Небо светится красным из-за радиации, и те, кто не живёт в хорошо защищённой части города и у кого нет генетического иммунитета, неуклюжи и обезображены вследствие мутаций. Некоторые известные места города всё ещё существуют (например, мост «Золотые Ворота» и Алькатрас), но почти все из них заброшены и повреждены бомбёжкой во время войны.

## Персонаж
Текс Мерфи — типичный «крутой частный детектив» и, будучи страстным поклонником фильмов в стиле нуар с Хамфри Богартом в главной роли, ведёт он себя соответственно — в духе Сэма Спейда или Филипа Марлоу. Он принадлежит к той части населения Земли, которая не несёт в себе следов генетических мутаций — к «нормам» (нормальным людям). Обладает завидной наблюдательностью, что всегда подчёркивается в игре юмористическим внутренним монологом, и при осмотре местности или каких-либо предметов редко пропускает важные детали. С другой стороны, он бывает иногда неуклюж и наивен, что, наряду с его склонностью к саркастическим высказываниям, зачастую втягивает его в неприятности.
Текс — честный и дружелюбный парень, страдающий от постоянных неудач, небольшого зашкаливания с выпивкой (предпочитает бурбон) и частых ударов по голове. За неимением офиса, он ведёт свои дела из квартиры в гостинице «Риц» на Чандлер Авеню в Старом Сан-Франциско, где обычно селятся мутанты и всяческие отбросы общества. К мутантам принадлежит и объект его романтического интереса — продавщица газет Челси Бэндо (в чём заключается её мутация, неизвестно, поскольку выглядит она обычным человеком).

## Игры
- Mean Streets (с англ. — «Жестокие улицы»; 1989)
- Martian Memorandum (с англ. — «Марсианский меморандум»; 1991)
- Under a Killing Moon (с англ. — «Под убийственной луной»; 1994)
- The Pandora Directive (с англ. — «Директива Пандора»; 1996)
- Tex Muprhy: Overseer (с англ. — «Текс Мерфи: Надзиратель»; 1998)
- Tesla Effect: A Tex Murphy Adventure (с англ. — «Эффект Теслы: Приключение Текса Мерфи»; 2014)